# Chlamydoselachus fiedleri
Espèce
Chlamydoselachus fiedleri est une espèce éteinte de requins de l'Éocène.

## Référence
- (de) Pfeil : Zahnmorphologische Untersuchungen an rezenten und fossilen Haien der Ordnungen Chlamydoselachiformes und Echinorhiniformes. Palaeo Ichthyologica, 1 1983: 1-315